# Canton de Verneuil-sur-Seine
Le canton de Verneuil-sur-Seine est une circonscription électorale française du département des Yvelines créée par le décret du 21 février 2014. Elle tient lieu de circonscription d'élection des conseillers départementaux et entre en vigueur lors des premières élections départementales suivant la publication du décret.

## Histoire
Un nouveau découpage territorial des Yvelines entre en vigueur à l'occasion des premières élections départementales suivant le décret du 21 février 2014. Les conseillers départementaux sont, à compter de ces élections, élus au scrutin majoritaire binominal mixte. Les électeurs de chaque canton élisent au Conseil départemental, nouvelle appellation du Conseil général, deux membres de sexe différent, qui se présentent en binôme de candidats. Les conseillers départementaux sont élus pour 6 ans au scrutin binominal majoritaire à deux tours, l'accès au second tour nécessitant 12,5 % des inscrits au 1er tour. En outre la totalité des conseillers départementaux est renouvelée. Ce nouveau mode de scrutin nécessite un redécoupage des cantons dont le nombre est divisé par deux avec arrondi à l'unité impaire supérieure si ce nombre n'est pas entier impair, assorti de conditions de seuils minimaux. Dans les Yvelines, le nombre de cantons passe ainsi de 39 à 21.
Le nouveau canton de Verneuil-sur-Seine est formé de communes des anciens cantons de Poissy-Sud (5 communes), de Saint-Nom-la-Bretèche (3 communes), de Poissy-Nord (2 communes) et de Triel-sur-Seine (3 communes). Il est entièrement inclus dans l'arrondissement de Saint-Germain-en-Laye. Le bureau centralisateur est situé à Verneuil-sur-Seine.

## Représentation
| Période élective | Période élective | Mandat | Mandat   | Identité              | Nuance | Nuance | Qualité |
| ---------------- | ---------------- | ------ | -------- | --------------------- | ------ | ------ | --- |
| 2015             | 2021             | 2015   | 2021     | Hélène Brioix-Feuchet |        | LR     | Maire-adjointe de Vernouillet |
| 2015             | 2021             | 2015   | 2021     | Jean-François Raynal  |        | LR     | Inspecteur Général de l’Administration de l’Education Nationale et de la Recherche 5e Vice-président du Conseil départemental, délégué aux mobilités et patrimoine Ancien conseiller général du Canton de Poissy-Nord |
| 2021             | 2028             | 2021   | en cours | Fabienne Devèze       |        | MoDem  | Cadre, maire de Morainvilliers, suppléante du député LREM Karl Olive |
| 2021             | 2028             | 2021   | en cours | Jean-François Raynal  |        | LR     | Conseiller sortant |

### Résultats détaillés

#### Élections de mars 2015
À l'issue du 1er tour des élections départementales de 2015, deux binômes sont en ballottage : Hélène Brioix-Feuchet et Jean-François Raynal (UMP, 39,32 %) et Jean-Luc Gallais et Chantal Thibaut (FN, 20,51 %). Le taux de participation est de 44,84 % (23 247 votants sur 51 839 inscrits) contre 45,34 % au niveau départemental et 50,17 % au niveau national.
Au second tour, Hélène Brioix-Feuchet et Jean-François Raynal (UMP) sont élus avec 76,68 % des suffrages exprimés et un taux de participation de 44,45 % (16 220 voix pour 23 040 votants et 51 838 inscrits).

#### Élections de juin 2021
Le premier tour des élections départementales de 2021 est marqué par un très faible taux de participation (33,26 % au niveau national). Dans le canton de Verneuil-sur-Seine, ce taux de participation est de 35,12 % (18 731 votants sur 53 334 inscrits) contre 33,61 % au niveau départemental. À l'issue de ce premier tour, deux binômes sont en ballottage : Fabienne Deveze et Jean-François Raynal (DVD, 38,33 %) et Cédric Aoun et Marie-Hélène Lopez Jollivet (Divers, 28 %).
Le second tour des élections est marqué une nouvelle fois par une abstention massive équivalente au premier tour. Les taux de participation sont de 34,36 % au niveau national, 35,23 % dans le département et 37,25 % dans le canton de Verneuil-sur-Seine. Fabienne Deveze et Jean-François Raynal (DVD) sont élus avec 52,96 % des suffrages exprimés (9 801 voix pour 19 872 votants et 53 350 inscrits),,.

## Composition
Le canton comprend treize communes entières.
| Nom                                        | Code Insee | Intercommunalité             | Superficie (km2) | Population (dernière pop. légale) | Densité (hab./km2) | Modifier                                    |
| ------------------------------------------ | ---------- | ---------------------------- | ---------------- | --------------------------------- | ------------------ | ------------------------------------------- |
| Verneuil-sur-Seine (bureau centralisateur) | 78642      | CU Grand Paris Seine et Oise | 9,43             | 16 112 (2022)                     | 1 709              | modifier les données · modifier les données |
| Les Alluets-le-Roi                         | 78010      | CU Grand Paris Seine et Oise | 7,39             | 1 332 (2022)                      | 180                | modifier les données · modifier les données |
| Crespières                                 | 78189      | CC Gally Mauldre             | 14,91            | 1 717 (2022)                      | 115                | modifier les données · modifier les données |
| Davron                                     | 78196      | CC Gally Mauldre             | 5,95             | 282 (2022)                        | 47                 | modifier les données · modifier les données |
| Feucherolles                               | 78233      | CC Gally Mauldre             | 12,85            | 3 038 (2022)                      | 236                | modifier les données · modifier les données |
| Médan                                      | 78384      | CU Grand Paris Seine et Oise | 2,85             | 1 305 (2022)                      | 458                | modifier les données · modifier les données |
| Morainvilliers                             | 78431      | CU Grand Paris Seine et Oise | 7,24             | 3 102 (2022)                      | 428                | modifier les données · modifier les données |
| Noisy-le-Roi                               | 78455      | CA Versailles Grand Parc     | 5,43             | 7 597 (2022)                      | 1 399              | modifier les données · modifier les données |
| Orgeval                                    | 78466      | CU Grand Paris Seine et Oise | 15,33            | 7 092 (2022)                      | 463                | modifier les données · modifier les données |
| Saint-Nom-la-Bretèche                      | 78571      | CC Gally Mauldre             | 11,74            | 4 877 (2022)                      | 415                | modifier les données · modifier les données |
| Triel-sur-Seine                            | 78624      | CU Grand Paris Seine et Oise | 13,58            | 12 386 (2022)                     | 912                | modifier les données · modifier les données |
| Vernouillet                                | 78643      | CU Grand Paris Seine et Oise | 6,48             | 9 953 (2022)                      | 1 536              | modifier les données · modifier les données |
| Villennes-sur-Seine                        | 78672      | CU Grand Paris Seine et Oise | 5,08             | 5 792 (2022)                      | 1 140              | modifier les données · modifier les données |
| Canton de Verneuil-sur-Seine               | 7819       |                              | 118,26           | 74 585 (2022)                     | 631                | modifier les données                        |

## Démographie
En 2022, le canton comptait 74 585 habitants, en évolution de +4,52 % par rapport à 2016 (Yvelines : +2,72 %, France hors Mayotte : +2,11 %).
| 2013   | 2018   | 2022   |
| ------ | ------ | ------ |
| 70 078 | 72 923 | 74 585 |